# البحث النوعي الكيفي في بحوث تعلم اللغة العربية
تمثل اللغة المجال الرئيسي للتعلم في غالبية البلاد العربية، ويتعلمها الطلاب في جميع المراحل الدراسية، واللغة تتطور مع الإنسان، ومع نموه العقلي والانفعالي والجسدي، وهي تتأثر بطبيعة المجتمع الذي يعيش فيه الإنسان.
وتتألف اللغة من مكونين رئيسين: (استقبالي وإنتاجي) لذلك كان من الضروري مراعاة اللغة أثناء تصميم المناهج التعليمية حتى نتجنب الكثير من المشاكل لاحقا.
ويعتبر البحث النوعي هو الأكثر شيوعاً في أبحاث تعلم اللغات لما له من خصائص تمكنه من تقديم فهم عميق لقضايا تعليم اللغة وقدرته على التزويد بنتائج دقيقة.
وهناك بعض الاسباب التي جعلت الباحثين لا يستخدمونه كثيرا لدراسة مشكلات اللغة العربية ومنها:
1. ندرة وقلة المراجع العربية بالمقارنة مع المراجع الأجنبية.
2. قلة الدراسات التي استخدمت  في البحث النوعي.
3. عدم توفير دورات تدريبية مكثفة من قبل المؤسسات الأكاديمية.

فاستخدام هذا النوع من البحث يعتبر حديثا حيث استخدم في بريطانيا عام 1960 وفي الولايات المتحدة الأمريكية عام 1970.
وهذه الدراسة هدفت لمناقشة المحاور الثلاث وهي:
الخلفية الفلسفية للبحث النوعي: فعلى الباحث أن ينطلق من رؤية محددة وواضحة وهناك أربعة نماذج رئيسية يمكن للباحث اتباعها وهي النموذج الوضعي والنموذج التفسيري والنموذج البراغماتي والنموذج نقد النظرية.
مفهوم وخصائص البحث النوعي: فالبحث النوعي يركز في فهم وشرح واكتشاف المواقف والمشاعر والمعتقدات لدى الناس.
ومن خصائص البحث:
1. أنه يجري في الميدان.
2. أن الباحث يعتبر من أدوات جمع البيانات.
3. يتميز البحث العلمي بتعدد الأدوات.
4. يتسم بالمرونة فهو قابل للتغير.
5. تصميم البحث النوعي في بحوث تعلم اللغة العربية حيث من أبرز نماذج تصميم البحث النوعي (1998 Maxwell) الذي يحتوي على خمس مكونات: اسئلة البحث، أهداف البحث، والإطار المفاهيمي المستخدم لتحقيق أهداف البحث، والمنهج البحثي. ولابد من أهمية العلاقة وارتباط المكونات الاربعة في النموذج.

وتعتبر أسئلة البحث هي نقطة الانطلاق الأولى لأي بحث حيث أنها توضح من ضوء المشكلة التي يسعى الباحث لفهمها.